# Bajanhongor
Bajanhongor  (in mongolo Баянхонгор) è una città della Mongolia, capoluogo della provincia di Bajanhongor, e si trova nell'omonimo distretto (sum). Al censimento 2017 contava una popolazione di 30 931 abitanti.